# Kürschák József
Kürschák József (Buda, 1864. március 14. – Budapest, Józsefváros, 1933. március 26.) matematikus, a Magyar Tudományos Akadémia rendes, majd igazgató tagja. Kürschák Endre bátyja. A magyarországi matematika, azon belül az algebra kiemelkedő jelentőségű alakja, nevéhez fűződik többek között a Waring-sejtés Hilbert-féle bizonyításának egyszerűsítése, valamint a rendezett testek értékeléselmélete. 1904 és 1933 között a budapesti műegyetem matematikai tanszékének vezetője volt.

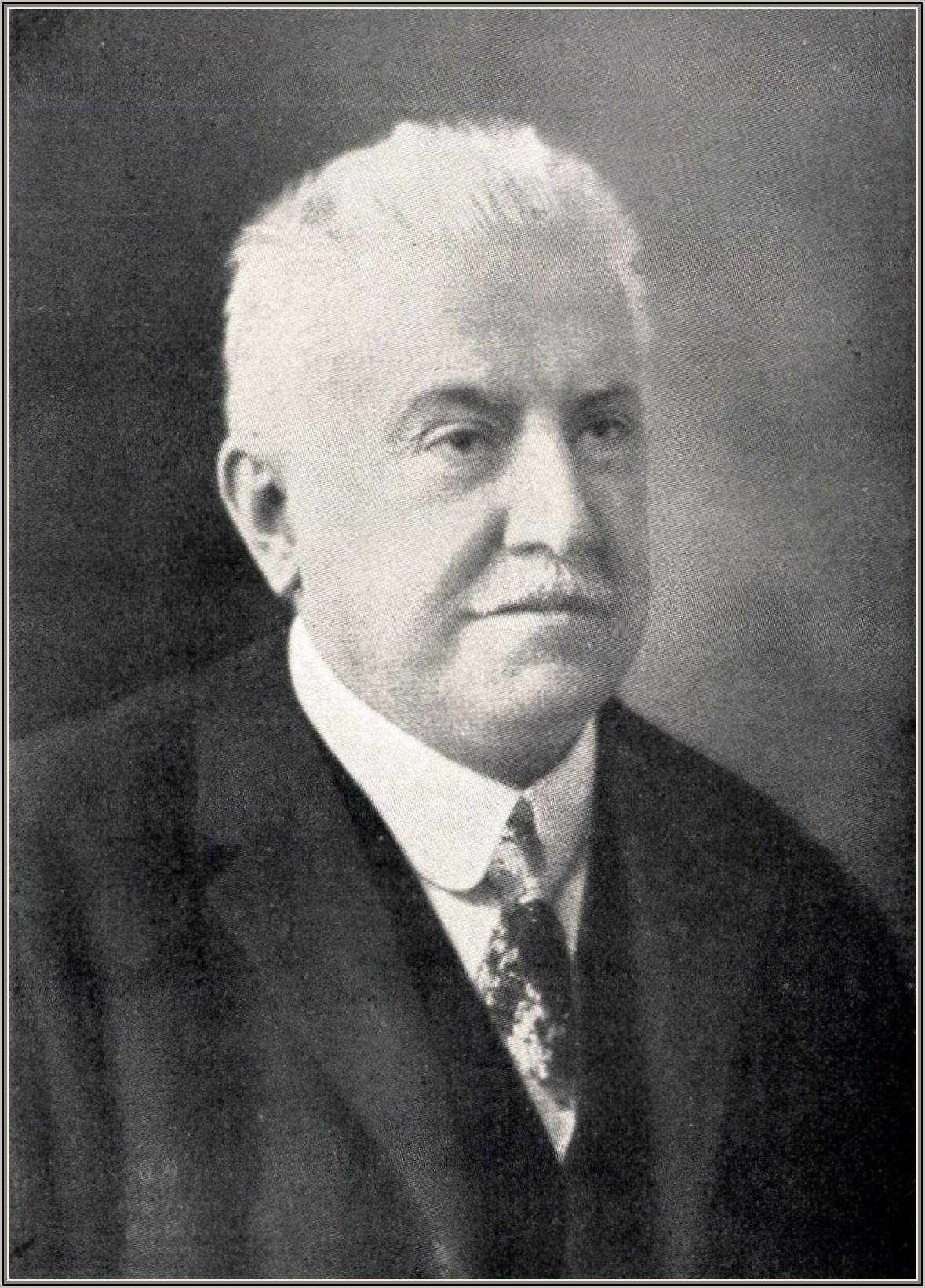
Arcképe az 1930-as években

## Életútja
Budai iparoscsaládban született Kürschák András és Teller Jozefa gyermekeként. Középiskolái elvégzése után 1881-től 1886-ig hallgatott fizikát és matematikát a Budapesti Tudományegyetemen, ahol többek között Kőnig Gyula és Hunyady Jenő tanítványa volt. Ezzel párhuzamosan a Budapesti Középiskolai Tanárképző Intézet tagjaként filozófiai és irodalmi előadásokat is látogatott az egyetemen. 1886-ban a debreceni főreáltanoda helyettes tanáraként kezdte el pályáját, de még ugyanabban az évben – kihasználva a kínálkozó lehetőséget – a Budapesti Középiskolai Tanárképző Intézet gyakorlógimnáziumban helyezkedett el próbaéves tanárjelöltként. 1888-ig tanított a gimnáziumban, ekkor szerezte meg a Budapesti Tudományegyetemen matematika–fizika szakos tanári oklevelét, s a rozsnyói premontrei főgimnázium tanára lett. 1890-ben bölcsészdoktori oklevelét is megszerezte, s az 1890/1891-es tanévben a budapesti Markó utcai állami főgimnázium helyettes tanára volt.
1891-ben matematikából magántanári képesítést szerzett a budapesti Királyi József Műegyetemen, s itt tanított egészen haláláig. Eleinte a középiskolai oktatást sem adta fel, 1893-tól 1896-ig beosztott tanár volt fővárosi középiskolákban. A műegyetemen 1891–1892-ben magántanári (repetítori) működése mellett a geometria helyettes tanáraként, 1896-tól címzetes nyilvános rendkívüli, 1900-tól nyilvános rendkívüli tanári címmel, 1904-től pedig a matematika nyilvános rendes tanáraként oktatott a műegyetemen. 1906 és 1909 között az egyetemes és vegyészmérnöki osztály dékáni, 1916 és 1918 között pedig a műegyetem rektori tisztét is ellátta.

## Munkássága
Tudományos munkásságának fő területe az algebra és a számelmélet volt. Az 1910-es években nemzetközi elismerést hozott számára a rendezett számtestekre vonatkozó értékeléselmélete, amely alapján az abszolút érték és a határérték általánosításával e fogalmakat absztrakt struktúrákra is kiterjeszthetjük, s bármely számtest olyan algebrailag zárt testté bővíthető, amelyben a minden Cauchy-sorozat határértékkel rendelkezik. Elméletét később Alexander Ostrowski tette teljessé.
Számos cikket publikált a determinánsok és mátrixok irreducibilitásával kapcsolatban. Nevéhez fűződik az additív számelmélet egyik nevezetes problémaköre, a Waring-sejtés Hilbert-féle bizonyításának egyszerűsítése.
Munkásságával hozzájárult a geometria elméleti alapjainak fejlesztéséhez is. Többek között rámutatott arra, hogy a körző használatának voltaképpeni célja nem a körvonal húzása, hanem egy szakaszhossz átvitele, és bebizonyította, hogy az euklideszi szerkesztésekben a változtatható nyílású körző helyettesíthető rögzített terpeszűvel. Kimutatta, hogy egy adott szakasszal egyenlő hosszúságú szakasz szerkesztéséhez elegendő egy ún. egységátrakó etalon is. Kürschák eljárását később Hilbert is alkalmazta a Grundlagen der Geometrie című alapműve második és további kiadásaiban.
Foglalkozott a variációszámítással és a parciális differenciálegyenletekkel. A variációszámítás fordított műveletére vonatkozó egyik munkájának érdeme a modulo fogalmának általánosítása.
Jelentős volt pedagógiai munkássága is, legnevezetesebb tanítványai Neumann János és Kőnig Dénes voltak. Az Országos Közoktatási Tanács tagjaként hozzájárult a matematikatanítás korszerű tantervének kidolgozásához. A versenyfeladatok megírásában is közreműködő fő szervezője volt az érettségiző korosztály számára 1894-től évenként megrendezett Eötvös matematikai versenyeknek, amely 1949 óta az ő nevét viseli (Kürschák József Matematikai Tanulóverseny).
Százat meghaladó tanulmánya jelent meg Magyarországon és külföldön egyaránt. Főként a Mathematikai és Physikai Lapok, valamint a Matematikai és Természettudományi Értesítő című szakfolyóiratokban publikált, emellett részt vett a Mathematische und Naturwissenschaftliche Berichte aus Ungarn szerkesztésében. Réthy Mórral és Tötössy Bélával közösen 1897 és 1904 között sajtó alá rendezték Bolyai Farkas Tentamenjének (1832–1833), valamint Bolyai János Appendixének (1831) kritikai kiadását.

## Társasági tagságai és elismerései
Tudományos eredményei elismeréseként 1896-ban a Magyar Tudományos Akadémia levelező, 1914-ben rendes tagjává választották. 1931-től haláláig a tudóstestület igazgató tagja, valamint a matematikai és természettudományi osztály titkára volt. 1896-tól jegyzőként közreműködött a Matematikai és Fizikai Társulat munkájában.
1949-től az ő nevét viseli a Bolyai János Matematikai Társulat által évente megrendezett, rangos Kürschák József Matematikai Tanulóverseny.

## Főbb művei
- A körmérés története és elmélete. in: Mathematikai és Physikai Lapok 1892
- Az invariánsok elméletének alaptételéről. in: Mathematikai és Physikai Lapok 1894–1895
- A másodrendű partialis differential-egyenletek egy különosztályáról. in: Matematikai és Természettudományi Értesítő 1897
- A variatioszámítás partialis differenciál egyenleteinek transformatiójáról. in: Matematikai és Természettudományi Értesítő 1897
- Az általánosított kinetikai potenciál létezésének feltételei. in: Matematikai és Természettudományi Értesítő 1905
- Propriétés générales des corps des variétés algébriques. in: Encyclopédie des sciences mathématiques. Paris–Leipzig, 1910. (Jacques Hadamard-ral)
- Über Limesbildung und allgemeine Körpertheorie. in: Journal für die Reine und Angewandte Mathematik 1913
- A kettős integrálásnál fellépő főegyenletek azonos eltűnéséről. in: Matematikai és Természettudományi Értesítő 1915
- Analízis és analtikus geometria. Budapest, 1920
- Irreduzible Formen. in: Journal für die Reine und Angewandte Mathematik 1922
- Megemlékezés Bolyai Jánosról. Budapest, 1926
- Az utolsó száz év a matematika történetéből Magyarországon. Budapest, 1926
- Matematikai versenytételek. Szeged, 1929
- Egy analitikus geometriai determináns irreducibilitása. in: Mathematikai és Physikai Lapok 1931

## További irodalom
- Rados Gusztáv: Kürschák József emlékezete. Budapest, 1934
- Stachó Tibor: Kürschák József. in: Mathematikai és Physikai Lapok 1936
- Strommer Gyula: Kürschák József (1864–1933). in: Matematikai Lapok XXXIV. 1983/1987. 4. sz. 239–245.
- Schmidt Tamás: Kürschák József algebrai munkásságáról. in: Matematikai Lapok XXXIV. 1983/1987. 4. sz. 247–248.
- Szénássy Barna: Kürschák József emlékezete. in: Debreceni Szemle II. 1994. 605–610.